# سرنا سحیم
سرنا سحیم ۱۹۸۴-۲۰۱۴ (عربی: سیرینا علی سحیم) خبرنگار لبنانی شبکه پرس تی وی است که در اکتبر ۲۰۱۴ به قتل رسید.

## زندگی‌نامه
نام ""سرنا سحیم"" در رسانه‌های ایرانی به غلط به صورت ""سرنا شیم"" ذکر می‌شود. سرنا خبرنگاری چیره‌دست بود که در جبهه‌های جنگ عراق و سوریه و اوکراین حضور می‌یافت. از سرنا دو کودک نونهال بر جای مانده است.
وزارت امور خارجه ایران و نیز لبنان و آمریکا به این قتل واکنشی نشان ندادند.